# HD 98618
HD 98618 (HIP 55459 / BD+59 1369) és un estel en la constel·lació de l'Ossa Major de magnitud aparent +7,66, prou brillant per poder-la observar amb binocles des de l'hemisferi nord. Les seves característiques el fan gairebé idèntica al Sol. Es troba a 126 anys llum del Sistema Solar, la mateixa distància que ens separa de la brillant Dubhe (α Ursa Majoris), també en la mateixa constel·lació.
HD 98618 és un bessó solar, una nana groga com el Sol, però a més amb uns paràmetres de temperatura, metal·licitat i edat indistinguibles dels solars. El seu tipus espectral és G5 V i solament la seva lluminositat lleument superior, 1,06 ± 0,05 vegades la del Sol, la distingeix del nostre estel. El seu diàmetre és igual al del Sol, i el seu període de rotació, 24 dies, també és anàleg. La seva edat, estimada en 4210 ± 900 milions d'anys, és amb prou feines un 10 % inferior als 4600 milions d'anys del Sol. El seu índex de metalicidad ([Fe/H] = +0,03) revela una composició elemental molt semblant a la del Sol, que és corroborat per les abundàncies relatives tant d'elements lleugers —carboni, oxigen, silici, sofre i sodi— com d'elements pesats —crom, manganès, coure, itri i bari—, amb valors molt propers als solars.
S'estima que són menys del 2 % els estels de la nostra galàxia que tenen característiques molt similars al Sol. La major part dels científics consideren que la perspectiva de trobar planetes habitables en un bessó solar és major que en altres estels. Fins al moment, no hi ha planetes coneguts al voltant d'HD 98618, la qual cosa pot ser positiu, ja que els planetes més fàcils de detectar són planetes gegants molt propers a l'estel, i la gravetat d'un planeta així podria desbaratar l'òrbita d'un planeta terrestre. 18 Scorpii, 37 Geminorum o Asterion (β Canum Venaticorum) són altres exemples de bessons solars.